# UEFA Champions League 2006/07 (1/4 finale) Chelsea - Valencia CF
Deze pagina is een subpagina van het artikel UEFA Champions League 2006/07. Hierin wordt de wedstrijd in de 1/4 finale tussen Chelsea en Valencia CF gespeeld op 4 april nader uitgelicht.

## Wedstrijdgegevens
| Datum                | 4 april 2007                      | 4 april 2007                      |
| Stadion              | Stamford Bridge, Londen           | Stamford Bridge, Londen           |
| Toeschouwers         | 40.000                            | 40.000                            |
| Scheidsrechter       | Frank De Bleeckere BEL            | Frank De Bleeckere BEL            |
| Assistenten          | Peter Hermans BEL Mark Simons BEL | Peter Hermans BEL Mark Simons BEL |
| Vierde man           | Serge Gumienny BEL                | Serge Gumienny BEL                |
| Man van de wedstrijd | David Silva (Valencia CF)         | David Silva (Valencia CF)         |
|                      | Chelsea                           | Valencia CF                       |
| Doelpunten           | 1                                 | 1                                 |
| Gele kaarten         | 2                                 | 3                                 |
| Rode kaarten         | 0                                 | 0                                 |
| Wissels              | 2                                 | 3                                 |
| Schoten op doel      | 3                                 | 2                                 |
| Schoten naast doel   | 6                                 | 4                                 |
| Overtredingen        | 12                                | 19                                |
| Hoekschoppen         | 7                                 | 5                                 |
| Buitenspel           | 6                                 | 0                                 |
| Strafschoppen        | 0                                 | 0                                 |
| Balbezit (tijd)      | 31 min                            | 24 min                            |
| Balbezit (%)         | 56%                               | 44%                               |

| Chelsea | 1-1            | Valencia CF |
| 53' Didier Drogba | goals (assist) | 30' David Silva |
| José Mourinho | coach          | Quique Sánchez Flores |
| Petr Čech Ashley Cole Ricardo Carvalho Andrij Sjevtsjenko Frank Lampard Didier Drogba John Obi Mikel ( 75') Michael Ballack Lassana Diarra Salomon Kalou ( 75') John Terry | Opstellingen   | Santiago Cañizares Luis Miguel Asier del Horno Roberto Ayala David Albelda David Villa ( 90+') Vicente Rodríguez ( 58') Joaquín Sánchez ( 87') Raúl Albiol David Silva Emiliano Moretti |
| Joe Cole ( 75') Shaun Wright-Phillips ( 75') | Wissels        | Miguel Ángel Angulo ( 58') Hugo Viana ( 87') Jorge López ( 90+') |
| 45+' Didier Drogba 86' Lassana Diarra | gele kaarten   | 35' David Silva 44' David Albelda 73' Roberto Ayala |
| | rode kaarten   | |